# Alessio Spataro
 (octobre 2018).
Alessio Spataro (né le 14 juillet 1977 à Catane) est un auteur de bande dessinée italien. Engagé à gauche, il publie surtout des reportages et portraits en bande dessinée.

## Récompense
- 2002 : Prix Nuove Strade remis par le Napoli Comicon (it) pour ses premiers travaux